# Contracaecum cornutum
Contracaecum cornutum är en rundmaskart. Contracaecum cornutum ingår i släktet Contracaecum och familjen Anisakidae. Inga underarter finns listade i Catalogue of Life.